# Municipi de Svendborg
El municipi de Svendborg és un municipi danès que va ser creat l'1 de gener del 2007 com a part de la Reforma Municipal Danesa, integrant els antics municipis d'Egebjerg, Gudme i Svendborg. El municipi és situat al sud de l'illa de Fiònia, i forma part de la Regió de Syddanmark, abastant una superfície de 417 km². A més, també comprèn les illes de Skarø, Drejø, Hjortø, Thurø i Tåsinge (unida per un pont a l'illa de Langeland a través de l'illa de Siø, totes dues al municipi de Langeland).
La ciutat més important i la seu administrativa del municipi és Svendborg (27.179 habitants el 2009). Altres poblacions del municipi són:
- Åbyskov
- Bjerreby
- Bregninge
- Gudbjerg
- Gudme
- Hesselager
- Hundstrup
- Kirkeby
- Landet
- Lundby
- Lundeborg
- Ollerup
- Oure
- Rantzausminde
- Skårup
- Stenstrup
- Strammelse
- Thurø
- Troense
- Ulbølle
- Vejstrup
- Vester Skerninge
- Vindeby

## Consell municipal
Resultats de les eleccions del 18 de novembre del 2009:
| Partit                             | vots  | % vots |
| ---------------------------------- | ----- | ------ |
| Socialdemokratiet                  | 9751  | 30,4   |
| Det Radikale Venstre               | 695   | 2,2    |
| Det Konservative Folkeparti        | 2418  | 7,5    |
| Socialistisk Folkeparti            | 4784  | 14,9   |
| Svendborglisten                    | 93    | 0,3    |
| Sydfyns Borgerliste                | 579   | 1,8    |
| SG-Listen                          | 29    | 0,1    |
| Dansk Folkeparti                   | 2233  | 7,0    |
| Centrum Listen                     | 24    | 0,1    |
| Tværsocialistisk Liste i Svendborg | 1048  | 3,3    |
| Venstre                            | 19308 | 29,1   |
| Enhedslisten - De Rød-Grønne       | 1067  | 3,3    |

### Alcaldes
| Alcalde             | Període               | Partit            |
| ------------------- | --------------------- | ----------------- |
| Lars Erik Hornemann | 1-1-2007 a 31-12-2009 | Venstre           |
| Curt Sørensen       | 1-1-2010 a 31-12-2013 | Socialdemokratiet |